# Tetrix fuhaiensis
Tetrix fuhaiensis är en insektsart som beskrevs av Zheng, Z., L. Zhang, L. Yang och Yanfeng Wang 2006. Tetrix fuhaiensis ingår i släktet Tetrix och familjen torngräshoppor. Inga underarter finns listade i Catalogue of Life.